# František Kondr
František Kondr ist ein ehemaliger tschechoslowakischer Radrennfahrer und nationaler Meister im Radsport.

## Sportliche Laufbahn
Kondr war im Straßenradsport und im Bahnradsport aktiv. 1972 siegte er im Etappenrennen Wien–Rabenstein–Gresten–Wien vor Petr Matoušek. 1974 wurde er Vierter im britischen Milk Race. Die Lidice-Rundfahrt gewann er 1976 mit einem Etappensieg, 1975 war er dort bereits Zweiter geworden. 1978 kam er auf den 3. Platz. 1976 gewann er die nationale Meisterschaft im Mannschaftszeitfahren.
Auf der Bahn bestritt er mehrfach das Sechstagerennen von Brno. Kondr startete für den Verein „ZVVZ Milevsko“, später für „RH Plzen“.